# Теремок (театр кукол, Вологда)
Вологодский областной театр кукол «Теремок» — кукольный театр в Вологде. Расположен в здании бывшей церкви Зосимы и Савватия Соловецких. Один из трёх областных театров Вологодской области.

## История
Театр был основан в 1937 году художественным руководителем Вологодского ТЮЗа Ананием Васильевичем Бадаевым.
С 1941 по 1943 годы театр гастролирует на фронтах Великой Отечественной войны.
В 1966 году театр занял перестроенное здание церкви Зосимы и Савватия Соловецких, где и располагается по настоящее время. Благодаря необычной форме здания появилось название театра — «Теремок».
Благодаря ему, а также деятельности режиссёров, актеров, художников, в разное время работавших в «Теремке» (Н. Дюперрон, В.Осовской, Л. Деминой, Б. Бахтенко, Н. Бахтенко, А. Волотовского, И. Бабанова, Ю. Садовского, И. Игнатьева, Н.Наумова, В.Кантора), вологодский театр кукол стал популярен среди детей и взрослых. В настоящее время театром руководит директор Елена Бухарина, режиссёр-постановщик театра — заслуженный работник культуры РФ Александр Волотовский.
В театре действуют занятия абонементов «Путешествие с театральным билетом», «Любимых сказок хоровод», экскурсии «Тайны Закулисья», проводятся семейные и тематические праздники. В ноябре 2010 года театр впервые провел театральный маскарад «Хэллоуин» для школьников, а в марте 2011 года состоялась «Широкая Масленица» в театре кукол «Теремок». Выходит газета «Теремоша», из которой зрители узнают новости, анонсы и другие интересные факты о театре кукол.

## Репертуар
В репертуаре театра более 30 спектаклей для детей, среди них:
- «Гуси-лебеди» Я. Узенюка, В. Борисова
- «По щучьему велению» Е. Тараховской
- «Терешечка» С. Седова
- «Как солдат Змея Горыныча победил» В. Лившица
- «Слоненок» Р. Киплинга
- «Ночь на Ивана Купала» Н. Гоголя
- «Несколько дней из жизни Феньки» Л. Пантелеева
- «Сказка о царе Салтане» А. Пушкина
- «Мишук или сказка о непослушном медвежонке» В. Белова
- «Сказка о попе и о работнике его Балде» А. Пушкина
- «Сказка о золотой рыбке» А. Пушкина
- «Чудо-репка» Н. Шувалова
- «Золушка» Е. Шварца
- «Сказка о глупом мышонке» С. Маршак
- «Теремок» С. Маршака
- «Дюймовочка» Х. К. Андерсена
- «Кто сказал „Мяу“?» В. Сутеева
- «Тук-тук, кто там?» М. Бартенева
- «Котенок по имени Гав» Г. Остера
- «Пастушка и трубочист» Х. К. Андерсена
- «Серая шейка» Д. Мамина-Сибиряка

В театре было поставлено 8 спектаклей для взрослых, последние из них — «Неточка Незванова» Ф. Достоевского, «Ханума» А. Цагарели, «Concerto Grosso» А. Борока, «Кармен» Б.Константинова

## Фестивали и гастроли
Театр принимал участие в российских фестивалях «Золотое колечко» (Владимир), «Муравейник» (Иваново), «Серебряный осетр» (Волгоград), «Полярная сова» (Мурманск), «Голоса истории» (Вологда), Международном фестивале имени С. Образцова. В 2000 году театр провел фестиваль театров кукол России «Вологодская потеха». В сентябре 2005 года побывал на гастролях в Москве в рамках «Дней Вологодской области в Москве», а в декабре 2006 года — на гастролях в Санкт-Петербурге. В 2007 году — на Международном фестивале театров кукол КУКART (Санкт-Петербург). В марте 2008 театр побывал на Международном фестивале театров кукол «Муравейник». В мае 2008 — на Международном фестивале «Царскосельский карнавал» (Санкт — Петербург). В сентябре 2008 — на Международном фестивале театров кукол «Петрушка Великий» (Екатеринбург). В октябре 2008 — на Международном фестивале театров кукол «Интерлялька» в Ужгороде (Украина). В сентябре 2009 — на фестивале «Рязанские смотрины» (Рязань). В феврале 2010 — на Всероссийском Пушкинском фестивале (Псков). В марте 2010- VIII Международный фестиваль театров кукол «Муравейник», Международный фестиваль камерных театров кукол «Московские каникулы» (Москва). В сентябре 2010 года — V Международный фестиваль театров кукол «Оренбургский арбузник» (Оренбург). В октябре 2010 — I Межрегиональный фестиваль театров кукол «Волжские встречи» (Кострома).
На карте гастрольных маршрутов театра последних лет — Москва, Петрозаводск, Казань, Санкт-Петербург, Архангельск, Коряжма, Ярославль. В разные годы Вологодский «Теремок» с успехом гастролировал в США, Венгрии, Болгарии, Финляндии, Америке, где работал на языке приглашающей страны.
Спектакль «Кармен» (по П. Мериме) — лауреат национальной театральной премии «Золотая маска» 2014. Этот спектакль получил призы на VII международном фестивале театров кукол «Петрушка Великий», на 46 международном фестивале театров кукол «PIF» в хорватском Загребе, на XX международном фестивале театров кукол для детей и молодежи в сербской Суботице (Гран-при), на XXIII международном фестивале театров для детей в Которе (Черногория), на международном фестивале спектаклей для взрослых «Соломенный жаворонок» в Челябинске. Помимо этого, спектакль был в программе зрительских фестивалей: III международного фестиваля театральных форм «Materia prima» в польском Кракове, международного фестиваля в хорватском Шибенике, VIII международного фестиваля театров кукол «Кукольные дни в Измире» в Турции, международный фестиваля театров кукол в Сувоне (Корея), XI международного фестиваля синтетических театров и театров кукол «КукАрт» в Санкт-Петербурге и др.

## Награды
- Премия Правительства Российской Федерации имени Фёдора Волкова за вклад в развитие театрального искусства Российской Федерации (21 июля 2018 года)[3].